# Берлисон (Техас)
Берлисон (англ. Burleson) — місто (англ. city) в США, в округах Джонсон і Таррант штату Техас. Населення — 47 641 особа (2020).

## Географія
Берлисон розташований за координатами 32°31′7″ пн. ш. 97°20′27″ зх. д. / 32.51861° пн. ш. 97.34083° зх. д. (32.518720, -97.340903).  За даними Бюро перепису населення США в 2010 році місто мало площу 67,52 км², з яких 67,36 км² — суходіл та 0,17 км² — водойми. В 2017 році площа становила 72,80 км², з яких 72,63 км² — суходіл та 0,17 км² — водойми.

### Клімат
| Клімат : Берлисон                           | Клімат : Берлисон | Клімат : Берлисон | Клімат : Берлисон | Клімат : Берлисон | Клімат : Берлисон | Клімат : Берлисон | Клімат : Берлисон | Клімат : Берлисон | Клімат : Берлисон | Клімат : Берлисон | Клімат : Берлисон | Клімат : Берлисон | Клімат : Берлисон |
| Показник                                    | Січ.              | Лют.              | Бер.              | Квіт.             | Трав.             | Черв.             | Лип.              | Серп.             | Вер.              | Жовт.             | Лист.             | Груд.             | Рік               |
| Середній максимум, °C                       | 13,3              | 15,0              | 19,4              | 24,4              | 27,8              | 31,7              | 34,4              | 35,0              | 30,6              | 25,0              | 18,9              | 13,3              | 24,1              |
| Середній мінімум, °C                        | 0,6               | 2,8               | 6,7               | 11,1              | 16,1              | 20,6              | 22,2              | 22,2              | 18,3              | 12,2              | 6,7               | 1,7               | 11,8              |
| Норма опадів, мм                            | 53                | 67                | 92                | 71                | 115               | 102               | 61                | 58                | 82                | 109               | 66                | 64                | 940               |
| Днів з опадами                              | 5                 | 6                 | 6                 | 7                 | 7                 | 6                 | 4                 | 4                 | 6                 | 6                 | 6                 | 5                 | 68                |
| ------------------------------------------- | ----------------- | ----------------- | ----------------- | ----------------- | ----------------- | ----------------- | ----------------- | ----------------- | ----------------- | ----------------- | ----------------- | ----------------- | ----------------- |
| Джерело: Weatherbase.com, usclimatedata.com |                   |                   |                   |                   |                   |                   |                   |                   |                   |                   |                   |                   |                   |

## Демографія
Згідно з переписом 2010 року, у місті мешкало 36 690 осіб у 12 888 домогосподарствах у складі 9989 родин. Густота населення становила 543 особи/км².  Було 13591 помешкання (201/км²).
Расовий склад населення:
| - 90,6 % — білих - 2,3 % — чорних або афроамериканців - 1,1 % — азіатів - 0,5 % — корінних американців - 3,2 % — осіб інших рас |

До двох чи більше рас належало 2,2 %. Частка іспаномовних становила 11,5 % від усіх жителів.
За віковим діапазоном населення розподілялося таким чином: 30,2 % — особи молодші 18 років, 60,1 % — особи у віці 18—64 років, 9,7 % — особи у віці 65 років та старші. Медіана віку мешканця становила 32,9 року. На 100 осіб жіночої статі у місті припадало 95,1 чоловіків;  на 100 жінок у віці від 18 років та старших — 90,5 чоловіків також старших 18 років.
Середній дохід на одне домашнє господарство  становив 80 556 доларів США (медіана — 69 686), а середній дохід на одну сім'ю — 88 674 долари (медіана — 80 034). Медіана доходів становила 54 396 доларів для чоловіків та 41 145 доларів для жінок. За межею бідності перебувало 8,2 % осіб, у тому числі 12,2 % дітей у віці до 18 років та 3,6 % осіб у віці 65 років та старших.
Цивільне працевлаштоване населення становило 19 776 осіб. Основні галузі зайнятості: освіта, охорона здоров'я та соціальна допомога — 24,5 %, виробництво — 12,8 %, роздрібна торгівля — 12,6 %.